# Griesbaum-Coozonolyse
Die Griesbaum-Coozonolyse ist eine Methode in der organischen Chemie um substituierte 1,2,4-Trioxolane zu erhalten. Die Reaktion wurde nach ihrem Entdecker Karl Griesbaum benannt, der diese Reaktion 1995 erstmals publizierte.

## Übersichtsreaktion
Bei der Griesbaum-Coozonolyse reagiert ein O-Methylketoxim zunächst mit Ozon zu einem Criegee-Intermediat und dann mit einem Keton zum Trioxolan. 

## Mechanismus
Die Ozonolyse von O-Methylketoximen verläuft im Vergleich zu C=C-Doppelbindungen langsamer. Die C=N-Doppelbindung wird durch Ozon gespalten und es wird ein Carbonyloxid sowie Methylnitrit erhalten.

Reaktion zum Criegee-Intermediat
Das Carbonyloxid kann nun entweder mit sich selbst reagieren und ein 1,2,4,5-Tetroxan bilden oder es kann mit einem Keton abgefangen werden und so selektiv ein 1,2,4-Trioxolan bilden.

Dimerisierung des Criegee-Intermediates zum Tetroxan

Bildung des Trioxolans aus dem Carbonyloxid und einem Keton
Weitere Nebenprodukte der Ozonolyse des O-Methylketoxims sind je nach Ketoxim verschieden substituierte Amide.

## Anwendung
Durch die Griesbaum-Coozonolyse können tetrasubstituierte Ozonide aufgebaut werden, welche weiter funktionalisiert werden können. Ebenfalls sind diastereoselektive Synthesen möglich. Wird ein Diketon verwendet, entstehen Strukturen mit zwei 1,2,4-Trioxolanringen, sogenannte Diozonide. Triterpenoide können in einer Griesbaum-Coozonolyse umgesetzt werden, um potentiell bioaktive Trioxolane zu generieren. Weiterhin können durch die Griesbaum-Coozonolyse erhaltene Moleküle als Sensoren für Eisen eingesetzt werden. In der Synthese von potentiellen Antimalariamitteln, wie OZ439, ist die Griesbaum-Coozonolyse ein Schlüsselschritt.

Struktur von OZ439